# Dyschoriste angustifolia
Dyschoriste angustifolia är en akantusväxtart som först beskrevs av William Botting Hemsley, och fick sitt nu gällande namn av Carl Ernst Otto Kuntze. Dyschoriste angustifolia ingår i släktet Dyschoriste och familjen akantusväxter. Inga underarter finns listade i Catalogue of Life.